# 22 Dywizja Polowa Luftwaffe
22 Dywizja Polowa Luftwaffe (niem. 22 Luftwaffe Feld Division) – utworzona została pod koniec 1942 r. na bazie rozwiązanej Dywizji Polowej Luftwaffe Meindl. Formowania dywizji jednak nieukończono, jej sztab stał się sztabem 23 Dywizji Flak, natomiast pododdziały przekazano do 21 Dywizji Polowej Luftwaffe lub przekształcono w jednostki samodzielne.

## Struktura organizacyjna dywizji
- 43 pułk strzelców Luftwaffe
- 44 pułk strzelców Luftwaffe
- 22 polowy pułk artylerii Luftwaffe
- 22 polowa kompania rozpoznawcza Luftwaffe
- 22 polowy batalion przeciwpancerny Luftwaffe
- 22 polowy batalion inżynieryjny Luftwaffe
- 22 polowa kompania łączności Luftwaffe
- 22 polowe dywizyjne oddziały zaopatrzeniowe Luftwaffe[2]

## Dowódca dywizji
- Generalmajor Robert Fuschs